# 나이트북: 밤의 이야기꾼
《나이트북: 밤의 이야기꾼》(영어: Nightbooks)는 2021년 넷플릭스에서 공개된 미국의 다크 판타지 영화이다. J. A. 화이트가 쓴 동화 《나이트북》(Nightbooks)을 원작으로 데이비드 야로베스키 감독이 연출하고 샘 레이미가 제작에 참여했다. 크리스틴 리터, 윈즐로 페글리, 리디아 주잇이 출연한다.
넷플릭스에서 2021년 9월 15일 공개되었다.

## 줄거리
뉴욕 브루클린에 사는 어린 소년 알렉스는 무서운 이야기를 쓰는 것에 몰두해 부모님의 걱정을 산다. 최근 일로 힘들어하던 알렉스는 자신의 이야기를 담은 "밤의 책"을 불태우려다 이상한 층으로 향하는 엘리베이터에 갇힌다. 그곳에서 마주한 아파트에서 알렉스는 마녀 나타샤를 만나게 되고, 그녀는 알렉스에게 매일 밤 새로운 이야기를 들려주지 않으면 죽을 것이라고 협박한다. 
나타샤의 하녀인 야스민과 함께 지내게 된 알렉스는 나타샤의 마법 아파트가 전 세계를 돌아다니며 희생자를 찾는다는 것을 알게 된다. 알렉스는 나타샤의 서재에서 탈출 계획을 세운 "유니콘 소녀"의 쪽지를 발견하고, 그 소녀의 탈출을 꿈꾸며 야스민과 함께 마녀에게 맞설 계획을 세운다. 
야스민과 알렉스는 고양이 레노어의 도움을 받아 잠자는 물약을 만들고, 마녀를 잠재운 후 열쇠를 훔쳐 숲으로 탈출하려 하지만, 그곳은 여전히 아파트 내부였다. 그들은 마녀의 함정에 빠져 진저브레드 집에서 기절하고, 마녀가 과거에 자신이 탈출했던 마녀를 잠들게 하고 마력을 빼앗고 있다는 사실을 알게 된다. 알렉스는 마녀를 잠재우기 위해 자신의 가장 큰 두려움을 담은 이야기를 들려준다.
알렉스는 친구에게 배신당하고 괴롭힘 당했던 과거를 이야기하지만, 야스민과 레노어를 만나 자신의 가치를 깨달았다고 말한다. 그 순간 마녀가 깨어나고, 알렉스, 야스민, 레노어는 마녀와 싸우며 탈출한다. 결국 알렉스는 자신의 이야기를 던져 넣어 마녀를 없애고, 가족들과 재회한다. 야스민은 가족과 만나고, 다시 알렉스를 찾아와 "괴짜 이야기꾼으로 남아줘"라는 메시지를 담은 특별한 노트를 선물한다. 
한편, 마녀의 수집품 중 하나인 조각상이 부서지며 나타샤의 손이 나타나고 웃음소리가 들리면서 이야기는 끝맺는다.

## 출연진
- 윈즐로 페글리 - 앨릭스
- 리디아 주잇 - 야즈민
- 크리스틴 리터 - 마녀